# Terret gris
Le terret gris est un cépage de France de raisins gris ou rose.

## Origine et répartition géographique
Le terret gris (tout comme le terret blanc) est une variété du terret noir. Avec 201 hectares (en 1999), le cépage est cultivé principalement dans la région du Languedoc. Il connut son heure de gloire aux XVIIe et XVIIIe siècles, dans l'élaboration de vin destiné à être distillé, puis au XIXe et début du XXe siècle dans l'industrie de la vermoutherie.

## Caractères ampélographiques

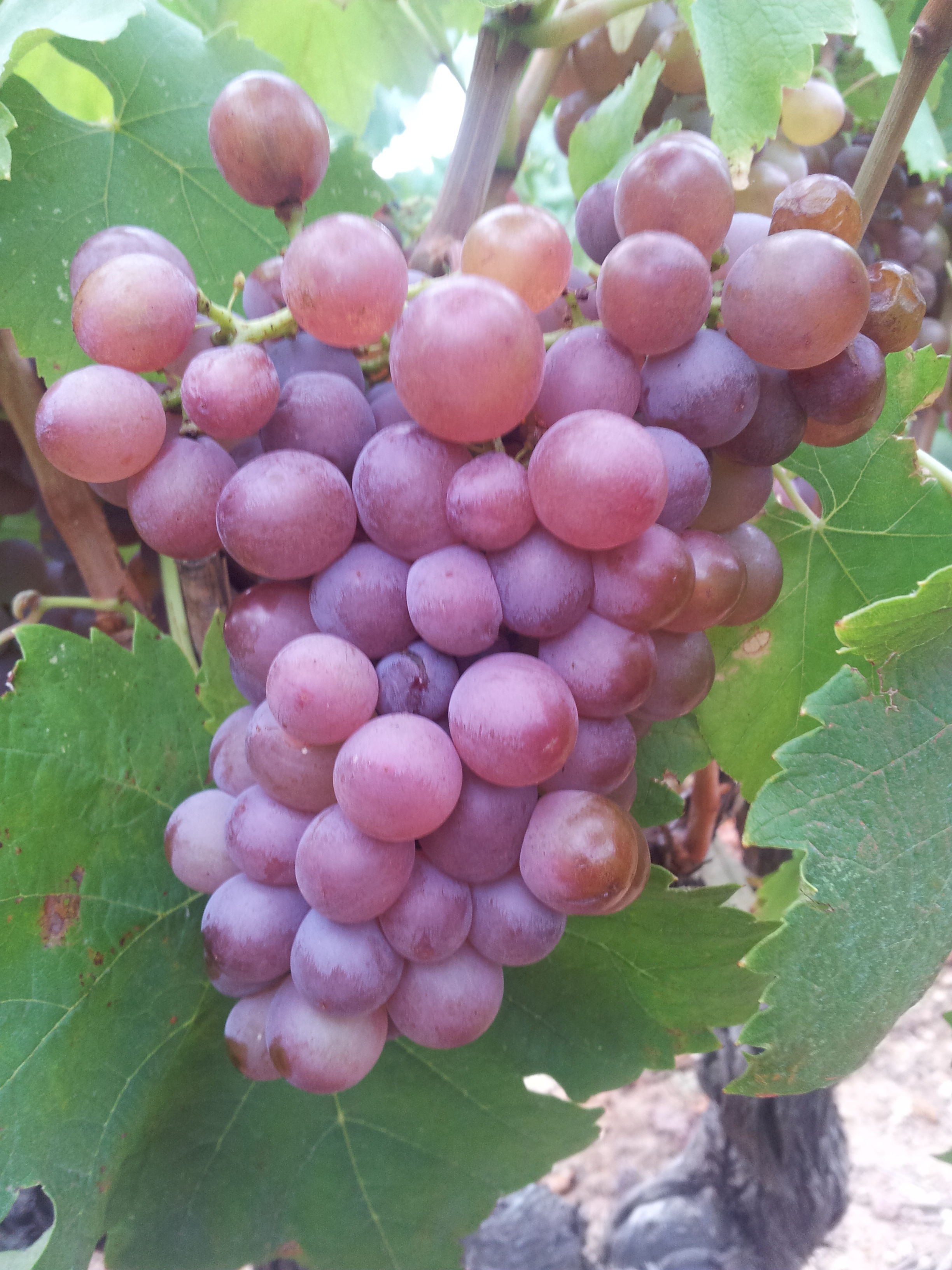
Grappe de Terret gris.

- Extrémité du jeune rameau épanoui, cotonneux blanc à liseré carminé.
- Jeune feuilles duveteuses, à plages bronzées
- Feuilles adultes, à 5 lobes avec des sinus latéraux supérieurs profonds, un sinus pétiolaire en lyre étroite à bords superposés, dents ogivales, moyennes, un limbe aranéeux et faiblement pubescent.

## Aptitudes culturales
La maturité est de troisième époque tardive : 35 jours après le chasselas.

## Potentiel technologique
Les grappes sont moyennes à grandes et les baies oblongues sont de taille moyenne. La grappe est tronconique, compacte et ailée. Le cépage est vigoureux mais moyennement productif. Il donne selon les sols et type de vins de 50 hl/ha en dans les coteaux à près de 100 – 150 hl/ha dans les bonnes terres en zone de plaine. Le terret est généralement conduit en gobelet à taille courte. Il est peu sensible à l'excoriose et à la pourriture grise, mais il craint l'oïdium le mildiou et les vers de la grappe.

## Synonymes
Le terret gris est connu sous les noms bourret, tarret, terrain, terret bourret, terret rose.